# Leucania fulvescens
Leucania fulvescens är en fjärilsart som beskrevs av Tutt 1891. Leucania fulvescens ingår i släktet Leucania och familjen nattflyn. Inga underarter finns listade i Catalogue of Life.